# Gefesselt: Wake in Fear
Gefesselt: Wake in Fear ist ein US-amerikanischer Horrorthriller aus dem Jahr 2016.

## Handlung
Als die hübsche, junge Chloe erwacht, stellt sie entsetzt fest, dass sie nur mit Unterwäsche bekleidet gefesselt und geknebelt in einem Zimmer eingesperrt ist, zusammen mit weiteren Frauen, von denen die meisten jedoch tot sind. Allen gemein ist, dass sie bis auf die Unterwäsche entkleidet, etwa gleichaltrig und attraktiv sind. Ein Unbekannter betritt den Raum und zerrt eines der Mädchen aus dem Raum heraus. Zunächst vernimmt Chloe noch die Schmerzensschreie des Mädchens, ehe es verstummt und nur noch klopfend schlagende Geräusche zu vernehmen sind. Schließlich schleift der Unbekannte die Leiche des Mädchens in das Zimmer hinein. Chloe wird von ihrer Mitgefangenen Angela von den Fesseln befreit, doch wird Angela auch kurz darauf von dem Unbekannten getötet. Chloe versucht mit einem weiteren Mädchen namens Emma zu fliehen, doch gelingt es dem Täter, durch die verbarrikadierte Tür zu gelangen. Die Mädchen versuchen durch den Lüftungsschacht zu entkommen, doch wird Emma gefasst und erwürgt und Chloe durch eine Mistgabel, die der Unbekannte in den Luftschacht stößt, verletzt. Wegen des durch die Löcher strömenden Blutes verlässt der Unbekannte, im Glauben, Chloe sei im Luftschacht tot, den Raum. Aus den Fesseln der anderen toten Mädchen baut Chloe eine Strangfalle und schafft es schließlich, damit den Täter zu erwürgen. Sie flieht aus dem Zimmer und stellt fest, dass sie auf einem unbekannten reichen Anwesen gelandet ist.
Parallel wird die Geschichte des Täters erzählt, bei dem es sich um den geschiedenen Vater Andrew handelt, der aus Geldnot dubiose Lieferungen zustellt, ohne über ihren Inhalt informiert zu sein. Da er seine Aufträge gut ausführt, offenbart sich ihm schließlich seine Auftraggeberin, die, um ihre Jugend zurückzuerhalten, das Blut junger Mädchen sammelt. Andrew willigt ein.

## Rezensionen
In der Internet Movie Database kommt der Film auf eine Wertung von 4,1 von 10 Punkten bei über 1.400 abgegebenen Publikumsbewertungen.

„Der düstere Horrorthriller geizt mit Erklärungen und wirkt in seinen beiden Teilen wie zusammengestückelt; die Angst und Energie der Protagonistin, ihrem Schicksal zu entkommen, sind durchaus packend inszeniert, das Maß der makabren Einfälle zeugt indes von sadistischer Abgründigkeit.“